# Шалкоде
Шалкоде (каз. Шалкөде, до 199? г. — Коксай) — село в Райымбекском районе Алматинской области Казахстана. Административный центр Шалкодинского сельского округа. Код КАТО — 195875100.

## Население
В 1999 году население села составляло 1861 человек (962 мужчины и 899 женщин). По данным переписи 2009 года, в селе проживало 1927 человек (999 мужчин и 928 женщин).

## Топографические карты
- Лист карты K-44-28 Карасаз. Масштаб: 1 : 100 000. Состояние местности на 1986 год. Издание 1991 г.